# Hosannas from the Basements of Hell
Hosannas from the Basements of Hell – album wydany 3 kwietnia 2006 roku przez grupę Killing Joke.
Jest to dwunasta studyjna płyta (trzynasta wliczając The Courtauld Talks) tej formacji, ostatnia nagrana wraz z basistą zespołu, Paulem Ravenem, który zmarł 20 października 2007. 
Tytuł albumu odnosi się do miejsca jego nagrywania – studia Faust znajdującego się w jednej z piwnic w czeskiej Pradze. Płyta ukazała się w formacie CD oraz w postaci podwójnej płyty gramofonowej.
Single promujące ten album to "Hosannas from the Basements of Hell" oraz "Invocation"/"Implosion" (tzw. podwójna strona A).

## Lista utworów
Wszystkie utwory autorstwa Colemana/Ravena/Walkera.
1. "This Tribal Antidote" – 4:15
2. "Hosannas from the Basements of Hell" – 5:52
3. "Invocation" – 7:54
4. "Implosion" – 6:41
5. "Majestic" – 5:40
6. "Walking with Gods" – 8:36
7. "The Lightbringer" – 9:38
8. "Judas Goat" – 6:21
9. "Gratitude" – 7:04

Na japońskiej edycji albumu znajduje się dodatkowo utwór "Universe B".

## Twórcy

### Instrumenty
Killing Joke:
- Jaz Coleman – śpiew, syntezatory
- Geordie Walker – gitara
- Paul Raven – gitara basowa
- Ben Calvert – perkusja

Partie smyczkowe zostały napisane i nagrane przez Jaza Colemana (jako "Black Jester").
dodatkowi muzycy:
- Ronnie Barak – instrumenty perkusyjne w utworze "Invocation"

### Produkcja i miksowanie
- Jerry "Wolfman" Kandiah – inżynieria
- Mark (Angelo) Lusardi – miksowanie
- Killing Joke – produkcja
- Dave Blackman – mastering (w Hilton Grove Mastering)

### Oprawa graficzna
W oprawie graficznej albumu zamieszczono fragmenty obrazów rosyjskiego artysty, Victora Safonkina:
- Inhuman Rearing (front okładki / tylna wkładka)
- Society of Good Inventions and Hidden Aims (wnętrze książeczki)